# クロード・ファイエット・ブラグドン
クロード・ファイエット・ブラグドン（Claude Fayette Bragdon、1866年8月1日 - 1946年9月14日）は、アメリカの建築家・舞台設計家・著作家である。

## 生涯
1866年8月1日、オハイオ州オーバリンで誕生したが、生後すぐにニューヨーク州アダムスに引っ越した。父のジョージ・チャンドラー・ブラグドン（George Chandler Bragdon）は新聞編集者であり、アダムス・タイムズ（Adams Times）の編集に従事していた。母のキャサリン・エルミナ・シファード（Katherine Elmina Shipherd）は会衆派教会の牧師の家に生まれ、オーバリン大学創設者の姪でもあった。子供向け雑誌のコラムの編集をしていた。一家は父の転勤に合わせてウォータータウン・ダンズビル・オスウェゴといったニューヨーク州内の都市を点々とし、1884年にロチェスターに引っ越すと、この地で大部分を過ごした。クロードは、父の影響から神智学に親しんだほか、演劇に興味をもってしばしば劇場に足を運んだ。

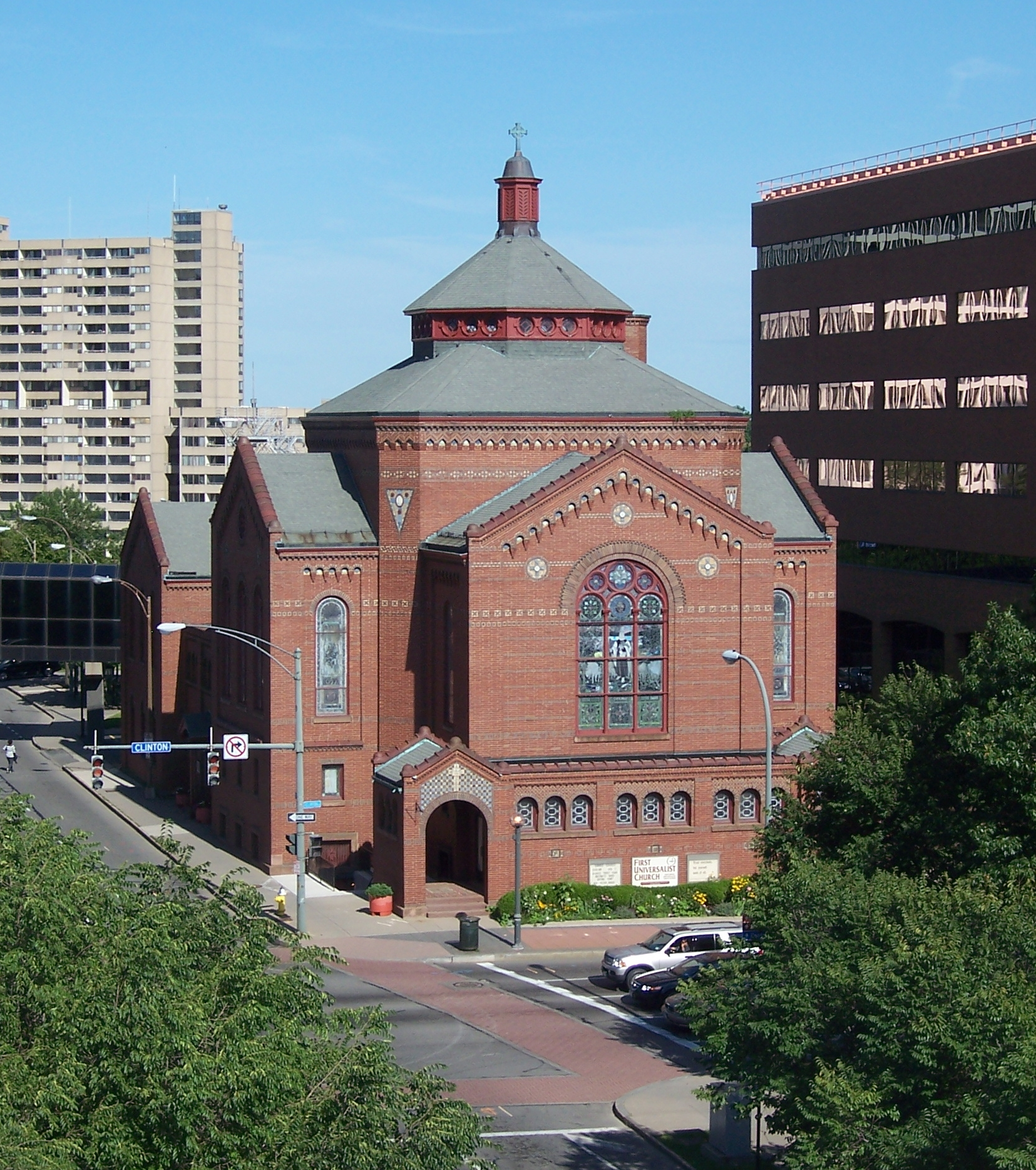
第一ユニバーサリスト教会

1886年に高等学校を卒業した後は進学せず、ルイス・ロジャーズ（Louis P. Rogers）やチャールズ・エリス（Charles Ellis）の建築事務所で働いた。挿絵で身を立てるべく、1890年にニューヨークに行くも、成功しなかった。しかし、この際に手掛けた古い建物の写真を絵におこす仕事が高い評価を得て、ニューヨークの建築家のもとで働いたという。その後ロチェスターに戻り、建築家およびデザイナーとして活動した。ニューヨーク・セントラル鉄道のロチェスター駅、第一ユニバーサリスト教会などの公共建築のほか、ロチェスターやオスウェゴの個人邸宅も手掛けた。こうした建築家としての活動のほか、彼は1909年にマナ出版（Mana Press）を設立し、『美の必要性』（The Beautiful Necessity）といった著書を出版している。この本は建築における神秘主義と象徴主義について論じるもので、『形象芸術之要諦』として1919年に日本語訳されている。また、ブラヴァツキー夫人の伝記を出版しているほか、ロチェスターに神智学協会のロッジを設立し、その会長に就任している。また、舞台俳優のウォルター・ハンプデンと親交を結び、1918年に『ハムレット』を手掛けたのを皮切れとして、いくつかの舞台設計に携わっている。
1902年にシャルロッテ・コフィン・ウィルキンソン（Charlotte Coffin Wilkinson）と結婚し、2児をもうけるも1911年に死別する。その後、ユージニー・ジュリア・マコーリー（Eugenie Julier Macauley）と再婚する。ユージニーとの死別後である1923年、ハンプデンの誘いに応じるかたちでロチェスターを離れ、ニューヨークで舞台設計を本業とすることになる。1938年に自伝である More Lives Than One を執筆する。晩年はニューヨークのシェルトンホテルで暮らし、1946年9月14日に死去した。

## 思想
ブラグドンは、神秘主義者として四次元空間を「私達の知覚の限界を超越した高次元の現実世界」として論じた初期の人物としても知られている。彼はチャールズ・ハワード・ヒントンの思想を一般に紹介したほか、1919年には当時ほとんど知られていなかったピョートル・ウスペンスキーの『ターシャム・オルガヌム』を英訳した。

## 関連文献
- Massey, Jonathan; Bragdon, Claude Fayette, eds (2009). Crystal and arabesque: Claude Bragdon, ornament, and modern architecture. Pittsburgh, Pa: University of Pittsburgh Press. ISBN 978-0-8229-4362-4